# Sonnenfinsternis vom 11. Juli 2010
Die totale Sonnenfinsternis vom 11. Juli 2010 spielte sich fast ausschließlich über dem südlichen Pazifik ab. Mit einer maximalen Dauer der Totalität von 5 Minuten und 20 Sekunden gehört diese Sonnenfinsternis zu den längeren.
In der totalen Zone lagen die zu Polynesien gehörenden Atolle Hikueru und Amanu, zudem lag die Osterinsel auf dem Pfad des Kernschattens. Dort betrug die Totalität 4 Minuten und 50 Sekunden, wobei der dort 186 Kilometer breite Kernschatten die ganze Insel erfasste.
Auch die partiellen Phasen waren von Europa nicht beobachtbar.

## Verlauf

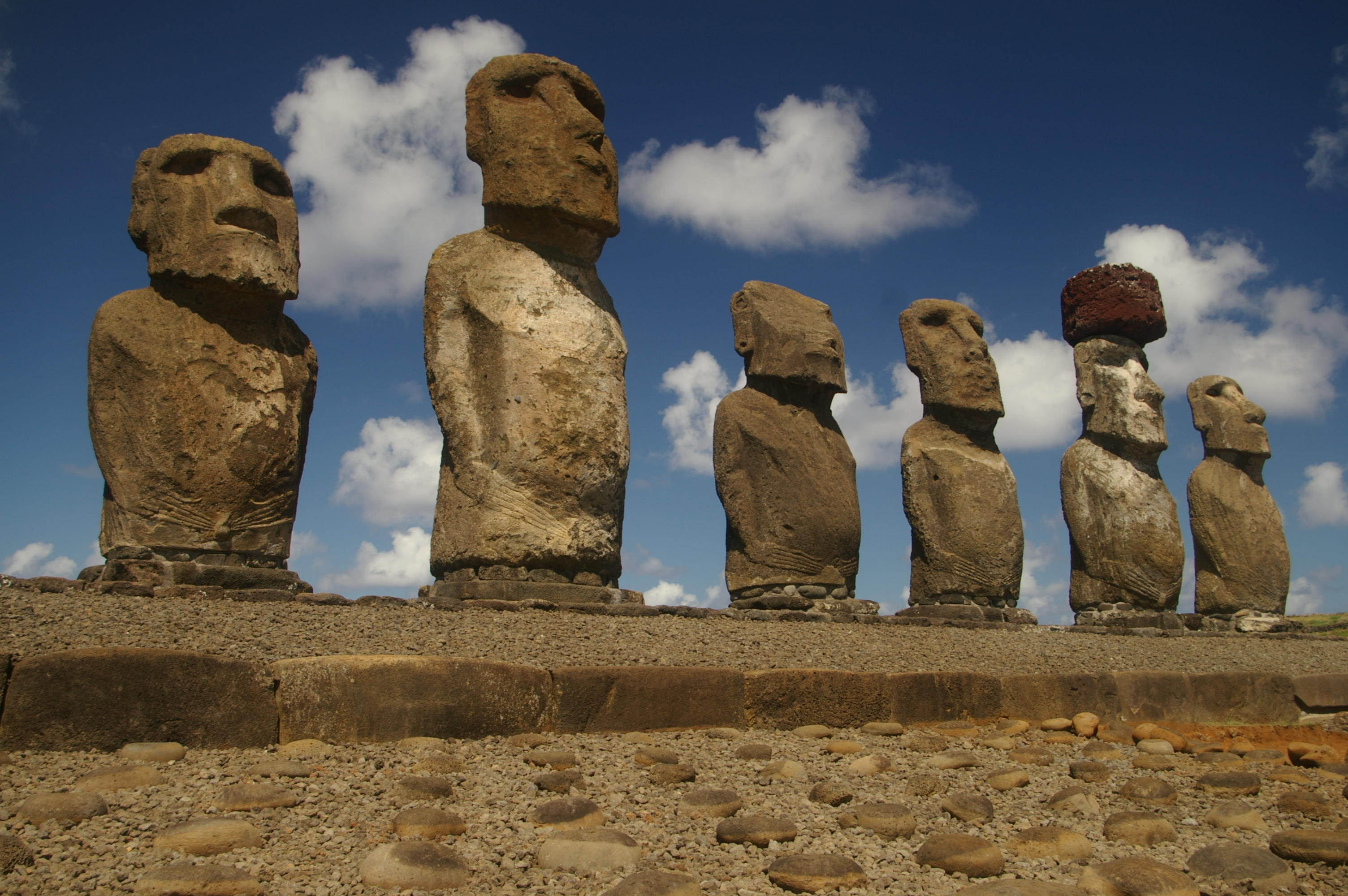
Die Moais auf der Osterinsel lagen im Kernschatten dieser Finsternis

3000 Kilometer nordöstlich von Neuseeland, in der Nähe der Tonga-Inseln (26° 52′ S, 170° 59′ W), traf der Kernschatten des Mondes erstmals auf die Erde. Dort fand die Finsternis während des Sonnenaufgangs statt. Anschließend überquerte der Kernschatten den gesamten Pazifik. Gegen Ende erreichte die Finsternis in Chile den südamerikanischen Kontinent, überquerte Patagonien und endete in den südlichen Argentinischen Anden. Die untergehende Sonne hatte bei der dort rund 2 Minuten dauernden Totalität nur noch eine Höhe von 2° über dem Horizont.
Der Höhepunkt der Finsternis war um 19:34 UT (Universal Time) mitten im Pazifik (19° 46′ S, 121° 53′ W), 2000 Kilometer östlich der Tuamotu-Inseln. Auf der Zentrallinie wurde dort die maximale Dauer von 5 Minuten und 20 Sekunden Totalität erreicht, der Kernschatten war dabei 259 Kilometer breit, die verfinsterte Sonne stand 47° über dem Nordhorizont.
In ihrer partiellen Phase konnte die Finsternis von großen Teilen des Südpazifiks, von Polynesien, den Cook-Inseln und den südlichen Gebieten von Südamerika beobachtet werden.

## Folgende Finsternisse
Die nächste zentrale Sonnenfinsternis findet erst mehr als 22 Monate nach dieser statt und zwar am 20. Mai 2012. Diese Finsternis ist im Gegensatz zu dieser ringförmig, gesehen werden kann sie in Ostasien und Nordamerika. Im Jahr 2011 gibt es überhaupt keine zentrale Sonnenfinsternis, es ereignen sich aber vier partielle: am 4. Januar, am 1. Juni, am 1. Juli und am 25. November. Die Finsternis vom 4. Januar 2011 konnte in Mitteleuropa bei guten Wetterbedingungen in den Morgenstunden beobachtet werden.